# Championnats d'Europe de gymnastique aérobic 2017
Navigation
2015 2019
Les 10es Championnats d'Europe de gymnastique aérobic se sont déroulés à Ancône, en Italie, du 22 au 24 septembre 2017.

## Podiums
| Épreuves          | Or                              | Argent                         | Bronze                                       |
| ----------------- | ------------------------------- | ------------------------------ | -------------------------------------------- |
| Individuel Hommes | Daniel Bali (HUN)               | Pedro Cabanas (ESP)            | Roman Semenov (RUS)                          |
| Individuel Femmes | Belen Guillemot (ESP)           | Dóra Hegyi (HUN)               | Anastasiia Digtiareva (RUS)                  |
| Duos              | Espagne Sara Moreno Vicente Lli | Hongrie Dóra Hegyi Daniel Bali | Roumanie Andreea Bogati Dacian Nicolae Barna |
| Trio              | Roumanie                        | Russie                         | Roumanie                                     |
| Groupes           | Roumanie                        | Russie                         | Hongrie                                      |
| Step              | Russie                          | Hongrie                        | Ukraine                                      |
| Danse             | Russie                          | Hongrie                        | Roumanie                                     |
| Équipe            | Roumanie                        | Russie                         | Hongrie                                      |

### Tableau de médailles par nations
| Rang | Nation   | Or | Argent | Bronze | Total |
| ---- | -------- | -- | ------ | ------ | ----- |
| 1    | Roumanie | 3  | 0      | 3      | 6     |
| 2    | Russie   | 2  | 3      | 2      | 7     |
| 3    | Espagne  | 2  | 1      | 0      | 3     |
| 4    | Hongrie  | 1  | 4      | 2      | 7     |
| 5    | Ukraine  | 0  | 0      | 1      | 1     |